# 북키프로스
북키프로스 튀르크 공화국(튀르키예어: Kuzey Kıbrıs Türk Cumhuriyeti 쿠제이 크브르스 튀르크 줌후리예티[*], 영어: Turkish Republic of Northern Cyprus / TRNC, 문화어: 북부끼쁘로스뛰르끼예공화국), 약칭 북키프로스(튀르키예어: Kuzey Kıbrıs, 문화어: 북부끼쁘로스)는 지중해 동부의 섬나라 키프로스 북부에 위치한 튀르키예의 실효 지배를 받는 지역이자 튀르키예 산하의 행정부이다. 공용어는 튀르키예어이며, 최대 도시는 북레프코샤이다.
1974년 그리스계 급진파 장교들이 벌인 군사 쿠데타 이후에 튀르키예의 키프로스 침공으로 전쟁이 촉발되었고, 튀르키예군은 전쟁의 승리로 섬의 북부 절반을 점령해 1983년 자국 산하의 행정부인 북키프로스를 설립하여 키프로스가 남북으로 두개의 정치체제로 분리되었다. 이로 인해 수도인 니코시아도 분단됐으며, 쿠데타로 인해 일어난 전쟁 때 니코시아 국제공항을 폭파하는 바람에 니코시아 국제공항은 폐허가 된 상태 그대로 봉인되어 있다. 스스로 튀르키예의 괴뢰 정부가 아닌 튀르키예와는 별개의 독자적인 정부임을 표방하였지만 유엔 안전 보장 이사회는 부정적인 입장을 공표하였으며 튀르키예군의 철군을 요구했다. 튀르키예를 제외하고 키프로스의 합법 정부로서 국제적인 승인을 얻지 못하고있다.

## 주민
키프로스 전역에 거주하는 튀르크계 주민의 98.7%가 거주하고 있고, 튀르키예로부터 이주해 온 튀르크인과 튀르키예어를 모국어로 하는 튀르크인이 전체 튀르크계 인구의 99%를 차지한다. 북키프로스 지역에 거주하는 그리스계 주민은 극소수다. 종교는 거의 대부분 수니파 이슬람교이다.

## 외교 관계
유엔은 북키프로스가 튀르키예에 의해 불법으로 성립된 괴뢰 정부로 규정하고 있으며, 회원국들에게 북키프로스를 가급적 승인하지 말 것을 권고하고 있다. 현재까지 튀르키예만 유일하게 북키프로스를 키프로스의 합법 정부로 승인한 상태다. 미국·영국·프랑스·독일·이탈리아·러시아·오스트레일리아·유럽 연합은 북키프로스에 대표부를 설치했다. 키프로스의 수교국이자 그리스의 우방인 대한민국도 북키프로스를 키프로스의 합법 정부로 승인하지 않은 상태다.
국제적으로 합법 정부라고 인정받는 남키프로스 정부는 이 곳을 튀르키예군이 불법 점령하고 있다고 주장하며 즉각적인 철수를 요구하고 있다. 만국 우편 연합 회원이 아니므로 원칙적으로는 북키프로스로 우편물을 보낼 수 없지만, 국명을 "튀르키예"로 기입하면 우편물을 수신한 튀르키예 우정당국이 북키프로스로 전달하는 것이 가능할 수 있다.
북키프로스는 경제 협력 기구(ECO)로부터 "튀르키예계 키프로스국"이라는 이름으로 옵서버 지위를 부여받았다. 1979년에는 이슬람 협력 기구(OIC)로부터 "튀르키예계 키프로스국"이라는 이름으로 옵서버 지위를 부여받았다. 2004년에는 유럽 평의회로부터 "튀르키예계 키프로스인 공동체"(문화어: 뛰르끼예계 끼쁘로스 주민 공동체)라는 이름으로 옵서버 지위를 부여받았다. 2022년에는 튀르크어권 국가 기구에서는 북키프로스라는 이름으로 옵서버 지위를 부여받았다.

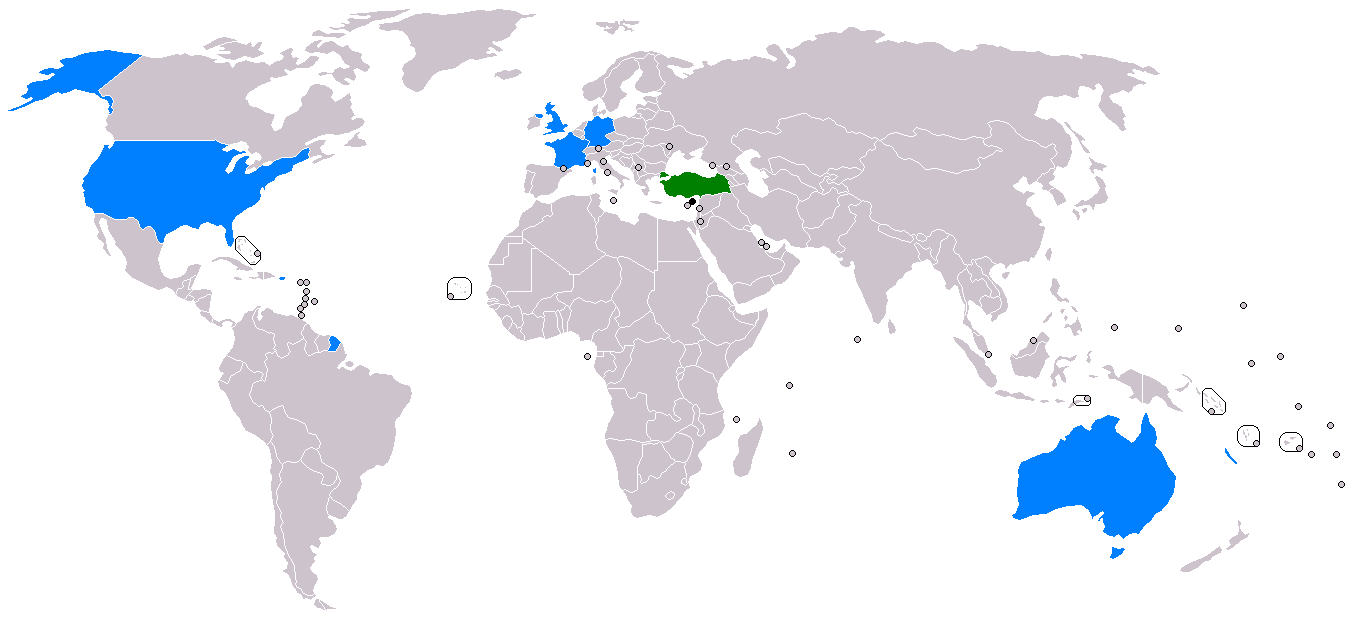
북키프로스의 외교 관계
북키프로스와 수교하고 키프로스의 합법 정부로 인정한 나라(1개국)
북키프로스에 대표부를 설치한 나라(5개국)
북키프로스를 키프로스의 합법 정부로 승인하지 않은 나라.
북키프로스